# Alabes
Alabes ist eine Gattung der Schildfische (Gobiesocidae). Die im englischen als „shore-eels“ bezeichneten kleinen Fische leben in gemäßigt temperierten, australischen Küstengewässern und an der Küste der Norfolkinsel.

## Merkmale
Alabes-Arten haben einen langgestreckten, aalartigen Körper und erreichen Körperlängen von 2,3 bis 12 cm. Sie sind oft auffallend bunt gefärbt. Die Schwanzflosse ist klein und mit der Rücken- und der Afterflosse zu einem durchgehenden Flossensaum zusammengewachsen. Letzteren fehlen die Flossenstrahlen und sie ähneln eher niedrigen Hautfalten. Die Schwanzflosse wird von 4 bis 12 Flossenstrahlen gestützt. Brustflossen fehlen. Die Bauchflossen fehlen ebenfalls oder sind zu einem kleinen, unmittelbar vor den Kiemen stehenden Rudiment reduziert. Die für Schildfische typische Saugscheibe ist nicht ausgebildet. Nur Alabes dorsalis hat eine rudimentäre Saugscheibe. Die Haut der Fische ist glatt, schuppenlos und mit einer dicken Schleimschicht bedeckt. Das Seitenliniensystem besteht aus kleinen Poren und Papillen. Die Urogenitalöffnung hat auffällige Papillen. Der Kopf ist klein, die Schnauze kurz und von oben gesehen abgerundet oder zugespitzt. Die Nasenöffnungen sind klein aber gut sichtbar, die vorderen röhrenartig verlängert und die hinteren mit einem erhöhten Rand. Die Kiemenöffnungen sind klein und befinden sich auf der Kopfunterseite. Die Anzahl der Kiemenbögen und der Branchiostegalstrahlen liegen jeweils bei drei. Gaumenzähne fehlen. 

## Arten
Es gibt elf Arten:
- Alabes bathys Hutchins, 2006
- Alabes brevis Springer & Fraser, 1976
- Alabes dorsalis (Richardson, 1845)
- Alabes elongata Hutchins & Morrison, 2004
- Alabes gibbosa Hutchins & Morrison, 2004
- Alabes hoesei Springer & Fraser, 1976
- Alabes obtusirostris Hutchins & Morrison, 2004
- Alabes occidentalis Hutchins & Morrison, 2004
- Alabes parvula (McCulloch, 1909)
- Alabes scotti Hutchins & Morrison, 2004
- Alabes springeri Hutchins, 2006